# Téri Gáspár
Téri Gáspár (Budapest, 1977. augusztus 8. –) magyar színész, alkotó-, előadóművész, kaszkadőr. Édesapja Téri Sándor, színész.

## Szakmai pályája
Szabadfoglalkozású táncos, színész, cirkuszi előadóművész, oktató, színházi és táncelőadások látványtervezője.
Koreográfusok és rendezők, akikkel dolgozott: Goda Gábor, Kárpáti Péter, Gergye Krisztián, Duda Éva, Oleg Zsukovszki, Scott Wells, Hód Adrienn, Samuel Tétreault.
- 2006-2012 Artus Kortárs Művészeti Stúdió – tag és alkotótárs
- 2012-2017 STEREO AKT társulat[2] –  tag és alkotótárs
- 2013 Grotesque Gimnastics társulat alapítótársa
- 2018 óta Funkcionális Erősítés tréninget tart mozgással és nem mozgással foglalkozóknak.
- 2019 Kaszkadőr képesítés
- 2019-től a Színház- és Filmművészeti Egyetem oktatója

## Munkái[3][4]
- A PORT.hu adattárban regisztrált bemutatóinak száma: 56.[5]

### Alkotói-, színészi-, előadóművészi- és táncos tevékenység
- Zéró tolerancia, szereplő, a Kerekasztal Színházi Nevelési Központ előadása, 2019
- United Space of Ambivalence előadó, Mészáros Máté előadása, 2018
- Díszelőadás, társrendező, szereplő, Titkos Társulat és Trafó, 2018
- Don Juan tanításai, színész, Zsámbéki Színházi Bázis, 2016
- Egy ünnepi színjáték… ’56-‘16 előadó, r.: Gergye Krisztián, 2016
- Kérész Művek, előadó, Artus, 2015
- Két nő, színész, 2015
- Sutra, alkotó, 2014
- Kérész Művek XXVII., alkotó, előadó, 2013
- egy meg egy az egy - Tibornak szeretettel, alkotó, Artus, 2013
- Promenád, társszerző, előadó 2012
- Utcai jelenet négy jólöltözött úrral, táncos, (r.: Josef Nadj), Trafó, 2012
- Ma itt maradok (Kérész Művek XXIV), előadó, Artus, 2012
- Harminchatok grafikus, 2012
- Relációanalízis alkotó, MU Színház, 2011
- Ulysses nappalija alkotó, előadó, Artus, 2011
- Faun, táncos, Duda Éva Társulat, 2010
- Prehisztéria alkotó, előadó, Artus, 2010
- Kérész Művek VI. performer, Artus, 2010
- Quartet táncos, Gergye Krisztián és Trafó, 2010.
- A láthatatlan ember, alkotó, előadó, Artus, 2010
- Kérész Művek II., szereplő Artus, 2010
- Messiások, táncos, Gergye Krisztián, MODEM és Kortárs Művészeti Központ, 2009
- Bőr - hártya, előadó, Trafó, 2009
- KakasKakasKakas, előadó, video, Artus, 2009
- Kazár szótár, szereplő, Élőkép Társulat, 2009
- …‘nekem 68, szereplő, Árvai György és a Természetes Vészek Kollektíva, 2008
- OZIRISZ test-rekonstrukció szereplő, Gergye Krisztián–Szépművészeti Múzeum, 2008
- T.E.S.T. II., táncos, Gergye Krisztián–Közép-Európa Táncszínház, 2008
- Hermész 13, színész, Artus, 2008
- Melankólia táncos, Gergye Krisztián–Trafó, 2008
- Kifordított szoba, avagy Embernövények a nappaliban táncos, Artus, 2008
- TESTIdegen, alkotó, MU Színház, 2008
- Altera Pars - A Másik érintett fél alkotótárs, előadó, Közép-Európa Táncszínház, 2007
- Farkas falka és a lány szereplő, Artus, 2007
- Farkasok társasága, szereplő, Artus, 2007
- Szentivánéji álmok, színész, Szkéné Színház, 2006
- A sztélé, szereplő, 2006
- Betonlótusz, színész, OFF Társulat, 2006
- Canadian Pacific, szereplő, látvány 2004
- Verkli - (L'orgue de Barbarie), színész, 2002

### Cirkusz
- A kudarc anatómiája, rendező, szereplő, Grotesque Gymnastics, 2020
- Rengeteg – Looking Out, társrendező (r.: Samuel Tétreault), Fővárosi Nagycirkusz, 2018
- Lengőrúd 12 perces duett, 2016, előadások: Trafó, MÜPA, O.Z.O.R.A, Ram Colosseum, Fővárosi Nagycirkusz, 2017
- Swinging Pole Act, szereplő, Grotesque Gymnastics, 2017
- Day In Day Out – Trailer, szereplő, Grotesque Gymnastics, 2016
- IV. em. 14., rendező, alkotó, előadó, Grotesque Gymnastics, 2015
- Vaserdő, koreográfus, előadó, Grotesque Gymnastics, 2013
- Szétültetlek! - adventi randalírozás, alkotó, STERO AKT és Jurányi Inkubátorház, 2013
- Schowreel, szereplő
- Marionett-Bábel, koreográfus, előadó, Artus, 2011
- Torony alkotótárs, előadó, offline:ontheater – producer, director: Glass Ben, 2011
- Symphony in Gravity faltánc, koreográfus, előadó, 2011
- Aranymacska, társszerző, előadó, offline:ontheater – producer: Glass Ben, 2007

### Társrendező, konzulens, dramaturg
- Tisztasági festés, konzulens, STEREO AKT, 2019
- Díszelőadás, társrendező, szereplő, Titkos Társulat és Trafó, 2018
- SOS lebegés, dramaturg, dot.Consla, 2018
- CSÁÓ, konzultáns, FÜGE Produkció és Titkos Társulat, 2018
- Tótferi, konzultáns, Titkos Társulat, 2017
- Szájbanforgó, konzultáns, 2009

### Látvány, hang, video
- Project Rampz, operatőr, vágó, Bethlen Színház, 2016
- Felülről az ibolyát, operatőr, vágó, STEREO AKT, 2014
- Játékok, operatőr, vágó, FÜGE Produkció, 2013
- KakasKakasKakas, előadó, video, Artus, 2009
- Fantom revü, fény, hang, Sirály, 2008
- Canadian Pacific, szereplő, látvány 2004

### Fotózás
- Menekülttábor Podgoricában, Molnár Zoltán fotográfus asszisztense, 2005
- A MáSIK éRINTETT FéL – diplomamunka, 2008

### Filmek
- Galamb Tailoring No.2 reklám video, táncos, a London Fashion Filmfesztivál aranyérmes filmje, 2019
- VOGUE – Magyar csikós, szereplő, The Johnson Brothets filmje, 2019
- PLEINAIR, előadó, r.: Dömölky Dániel, 2013

### Kutatás, kísérletezés
- Vízalatti filmforgatás – Kísérleti táncfilm vázlata, koreográfus, társszerző, táncos, 2013
- Miniatúrák – Relációanalízis alkotótárs, Binaura alkotócsoport, Trafó, 2009
- Effeck Test, társszerző, koreográfus, táncos, 2005

## Díjak
- 2008. Magyar Alkotóművészek Országos Egyesületének diplomadíja – Diploma (MOME fotó szak, 2008)
- 2008. Lábán Rudolf-díj nominálás – Altera Pars - a másik érintett fél
- 2006. SzolóDuó Nemzetközi Táncfesztivál (Budapest) Orkesztika Alapítvány különdíj –Sztélé c. előadás
- 2007. - X. Országos és Nemzetközi Kortárs Összművészeti Találkozó (Veszprém) fesztiváldíj – A Tánc Fesztiválja
- 2004. 9.MITEU – International University Theatre Festival (Ourense - Spanyolország) zsűri különdíj, közönségdíj
- 2004. 16. FITUC – International University Theatre Festival (Casablanca - Marokkó) zsűri különdíj – Verkli c. előadás
- 2004. 17. ifj. H István Nemzetközi Színjátszó Fesztivál (Kazincbarcika) első díj. – Canadian Pacific c. előadás